# Élisabeth Vigée-Lebrun

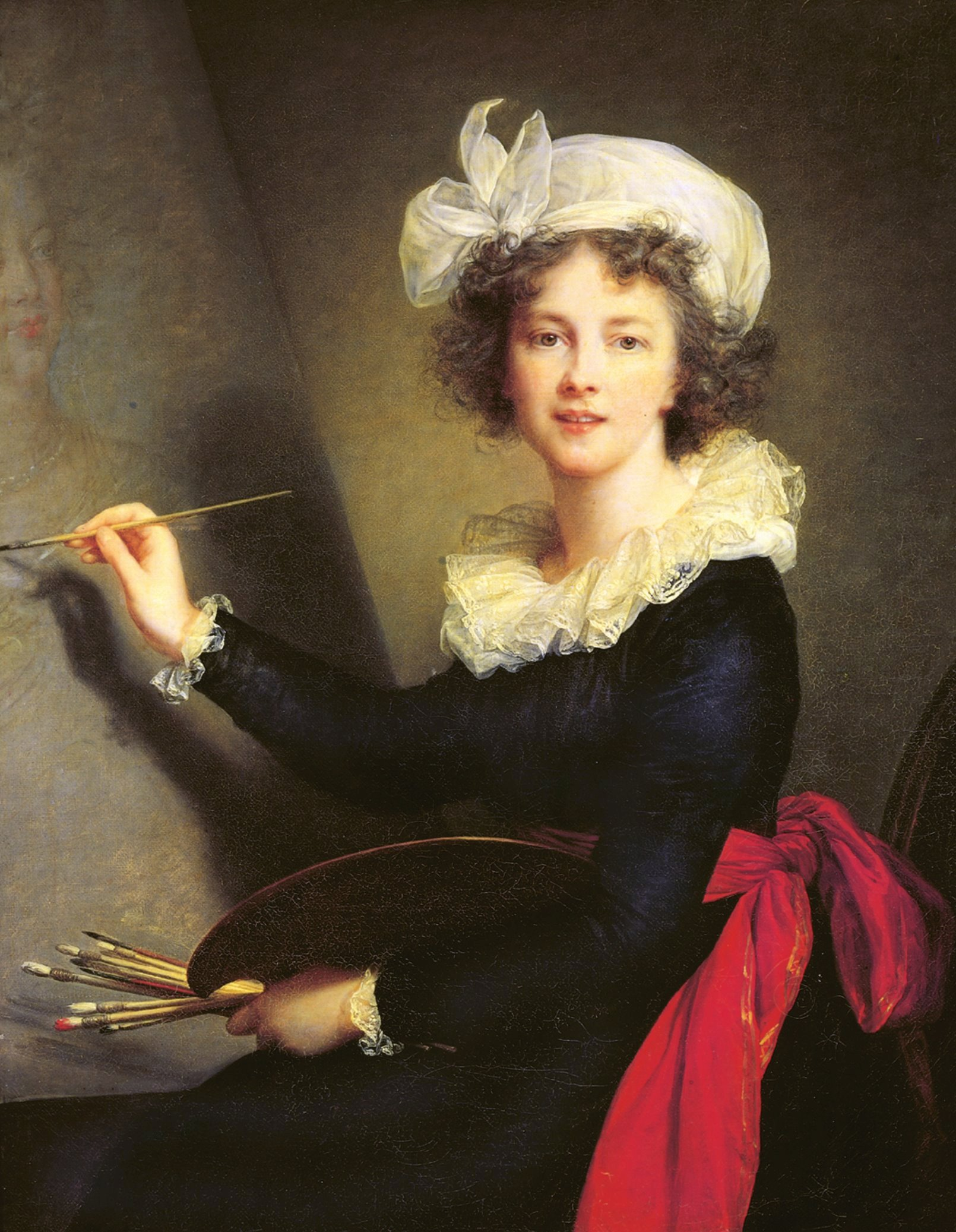
Selbstbildnis, 1790 (Uffizien, Florenz)

Louise-Élisabeth Vigée-Le Brun (auch Le Brun; * 16. April 1755 in Paris; † 30. März 1842 ebenda, bestattet in Louveciennes) war eine französische Malerin, die zahlreiche Porträts europäischer Adliger anfertigte. Ihre Werke sind dem Rokoko und später dem Klassizismus zuzuordnen.

## Leben

### Kindheit und Jugend

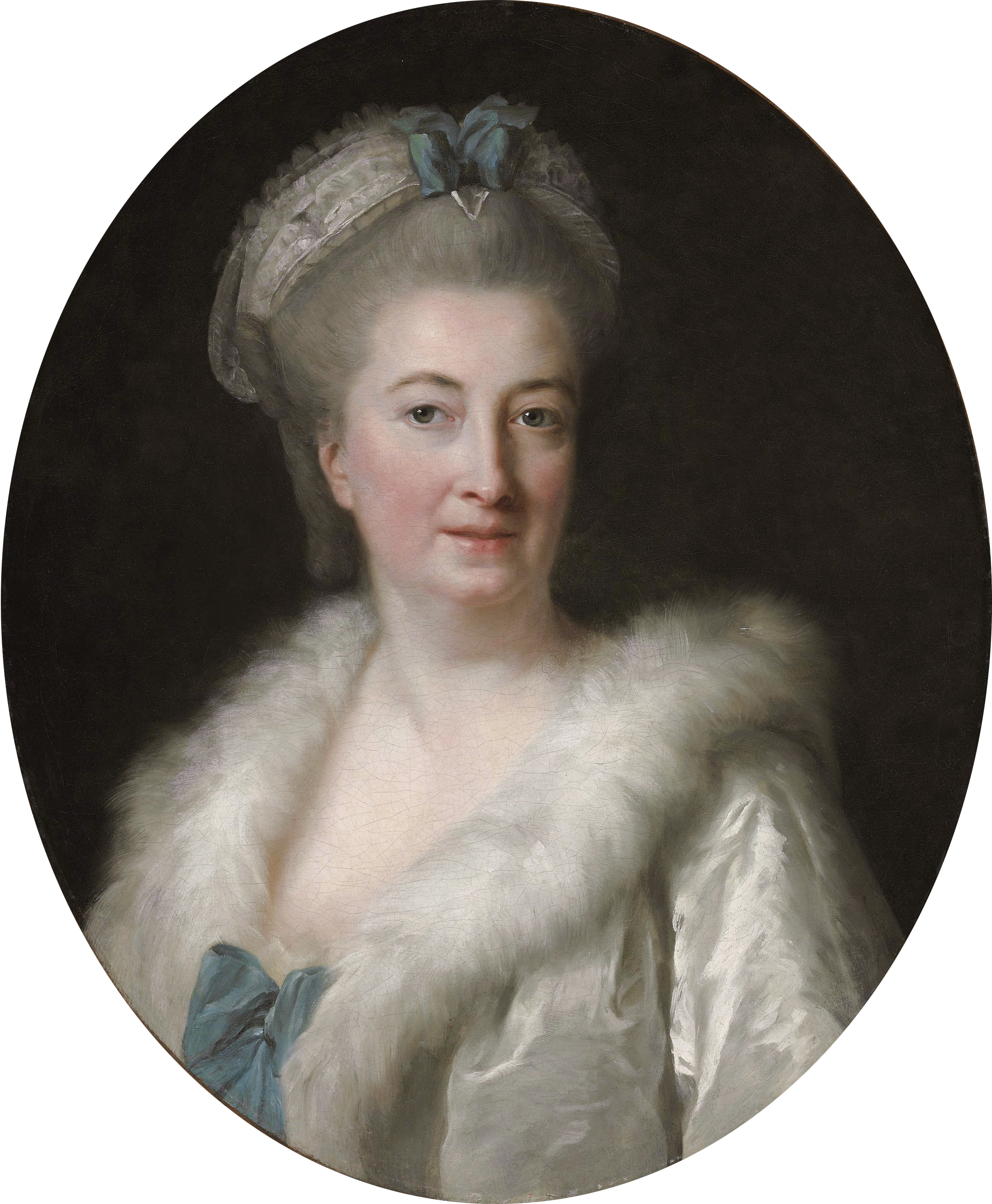
Porträt ihrer Mutter Jeanne Maissin

Louise-Élisabeth wurde als Tochter des Malers Louis Vigée (1715–1767) und der Friseurin Jeanne Maissin (1728–1800) in der Rue Coquillière in Paris geboren und in St-Eustache getauft. Mit drei Monaten wurde sie zu Bauern nach Épernon nahe Chartres gebracht, wo sie fünf Jahre blieb. Zurück in Paris wurde sie 1760 im Klosterinternat Couvent de la Trinité in der Rue de Charonne untergebracht. Dort fielen bald die Zeichnungen der jungen Louise-Élisabeth in ihren Heften und auf den Wänden auf. Auch der Vater war von den Zeichnungen seiner sechs- oder siebenjährigen Tochter begeistert und sagte ihr eine Zukunft als Malerin voraus. 1767 verließ sie das Internat, um wieder bei ihren Eltern zu leben. Ihren ersten Kunstunterricht erhielt sie von ihrem Vater. Nach seinem Tod am 9. Mai vertiefte sich Élisabeth in die Zeichenkunst und nahm Unterricht bei Gabriel Briard, Mitglied der Académie royale de peinture et de sculpture, später bei Claude Joseph Vernet. Im selben Jahr heiratete ihre Mutter den Goldschmied Jacques-François Le Sèvre.
Die Familie zog in die Rue Saint-Honoré gegenüber dem Palais Royal. Bei Besuchen kopierte Élisabeth Bilder alter Meister aus Privatsammlungen. Bereits mit 15 Jahren verdiente sie sich ihr Geld durch professionelle Porträts. Bestellungen von Verehrern, die nur ein Treffen mit ihr im Sinn hatten, wies sie zurück. Nachdem ihr Atelier 1774 mangels Lizenz geschlossen worden war, bewarb sie sich an der Académie de Saint-Luc, wo man sich bereit erklärte, ihre Arbeiten auszustellen. Am 25. Oktober 1774 wurde sie Mitglied der Académie de Saint-Luc. Nachdem ihr Stiefvater sich zur Ruhe gesetzt hatte, mietete die Familie eine Wohnung im Hôtel Lebrun in der Rue de Cléry, das dem Maler und Kunsthändler Jean-Baptiste-Pierre Lebrun gehörte.

### Beziehung zum Königshaus

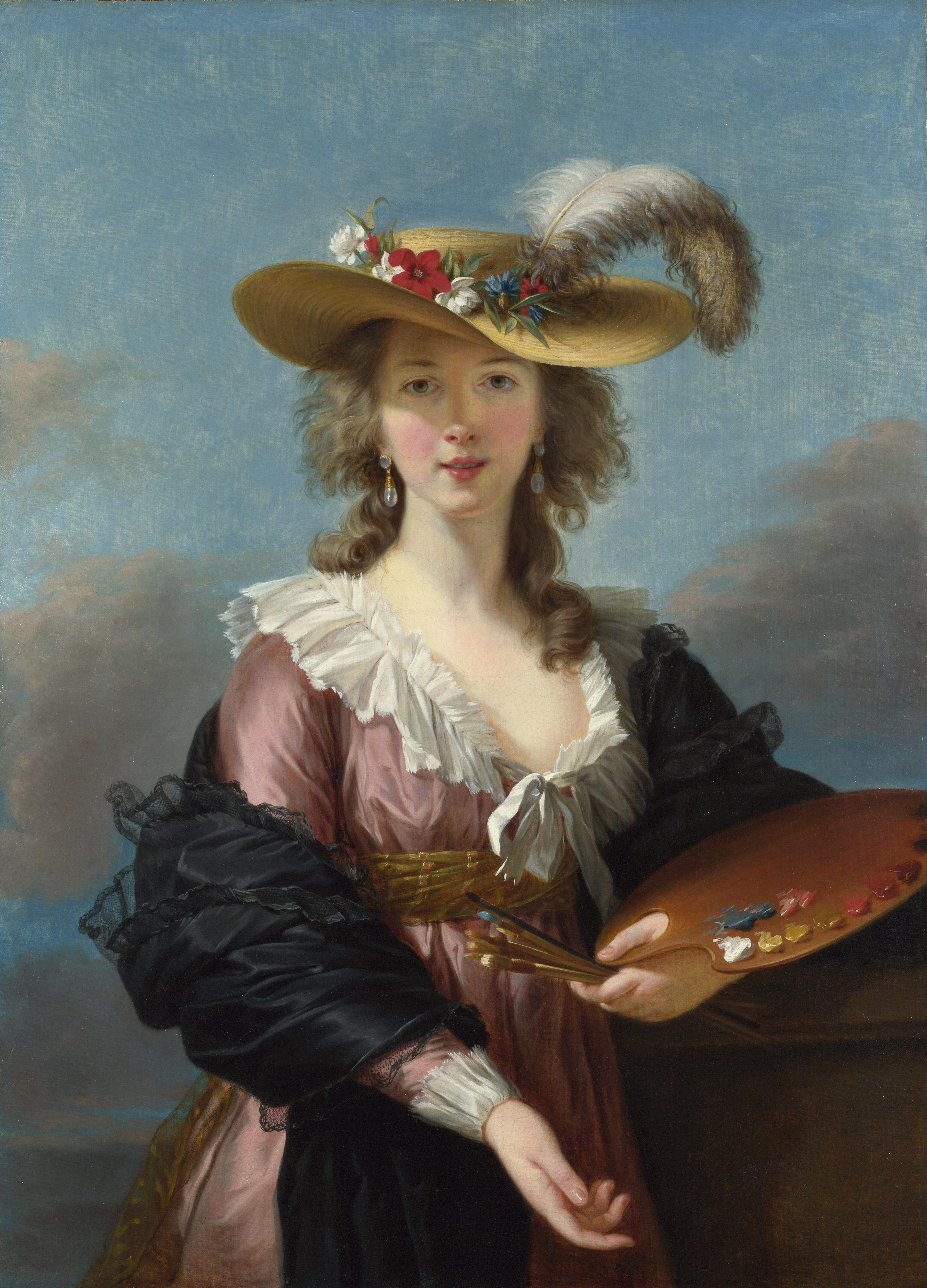
Selbstbildnis, um 1783

Am 11. Januar 1776 heiratete Élisabeth Vigée Jean-Baptiste-Pierre Le Brun (1748–1813), einen Nachkommen von Charles Le Brun, einem Hofkünstler Louis XIV. Indem sie den Namen Le Brun an ihren Mädchennamen anfügte, stellte sie sich in die lange Reihe der Maler im Dienste der französischen Monarchie. Ihr Geschäft blühte; sie malte zahlreiche Angehörige des Adels. 1778 schließlich wurde sie nach Versailles gerufen, um ein Porträt von Marie-Antoinette anzufertigen. Die Königin war so beeindruckt, dass Vigée-Lebrun Aufträge für zahlreiche weitere Porträts der königlichen Familie erhielt. Am 12. Februar 1780 wurde ihr einziges Kind, Jeanne Julie Louise (1780–1819), geboren.
Von Mai bis Juni 1781 reiste Élisabeth mit ihrem Mann durch Flandern und die Niederlande, wo die Werke der flämischen Meister sie dazu veranlassten, neue Maltechniken auszuprobieren. Außerdem malte sie Porträts einiger Adliger, unter anderem des Prinzen von Nassau.
Am 31. Mai 1783 wurde Vigée-Lebrun Mitglied der Königlichen Akademie der Malerei und Bildhauerei, Académie royale de peinture et de sculpture mit dem Titel einer „Portraitmalerin“. Neben ihr wurde am selben Tag auch Adélaïde Labille-Guiard aufgenommen. Die Verantwortlichen waren gegen die Aufnahme Vigée-Lebruns, wurden jedoch schließlich von Ludwig XVI. überstimmt, nachdem Marie-Antoinette ihren Mann darum gebeten hatte.
Im August stellte sie zum ersten Mal ihre Arbeiten im Salon der Académie aus; die Meinung über ihre Werke war geteilt. 1784 erlitt Élisabeth Vigée-Lebrun eine Fehlgeburt. Im Sommer 1785 stellte sie eine Reihe von Gemälden in der Académie Royale aus, die größtenteils positiv bewertet wurden. Auch nachfolgende Ausstellungen wurden begeistert aufgenommen. 1788 organisierte sie das souper grec, eines der gesellschaftlichen Ereignisse während der Herrschaft Ludwigs XVI.
Mit der Zeit wurde die bisher erfolgreiche Künstlerin jedoch immer öfter attackiert. In der Presse wurde sie eines Verhältnisses mit dem damaligen Finanzminister Calonne bezichtigt. 1789 ruinierte die Veröffentlichung eines frei erfundenen Briefs zwischen ihr und dem Minister ihr Ansehen. Élisabeth Vigée-Lebrun suchte Zuflucht bei der Familie des Architekten Alexandre-Théodore Brongniart. Seit dem Jahre 1787 pflegte sie eine enge Freundschaft zu Joseph de Rigaud de Vaudreuil (1740–1817), seines Zeichens Lieutenant Général und Mitglied der Académie des Beaux-Arts.

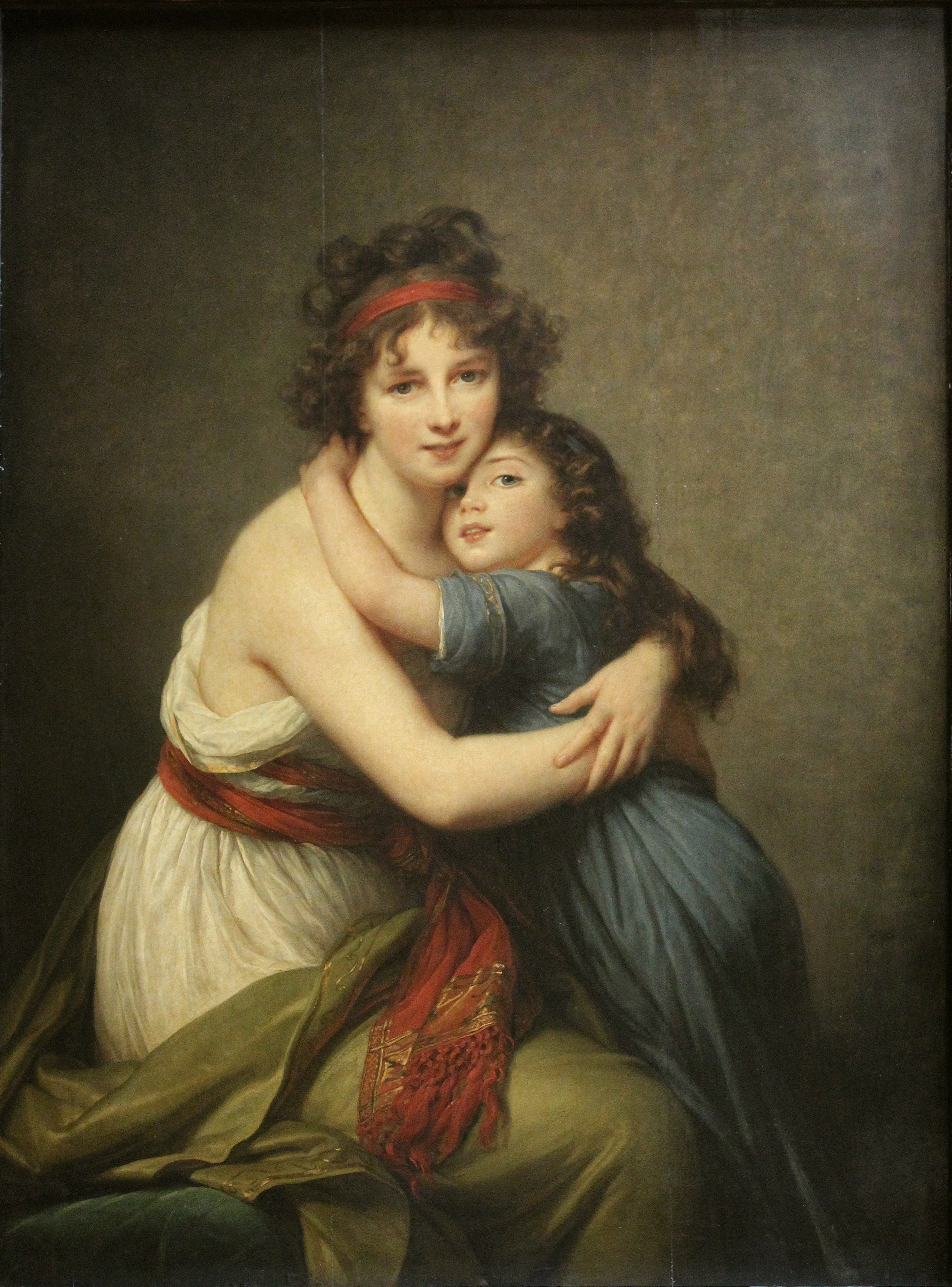
Selbstbildnis mit Tochter Jeanne Julie Louise, 1789

### Im Exil

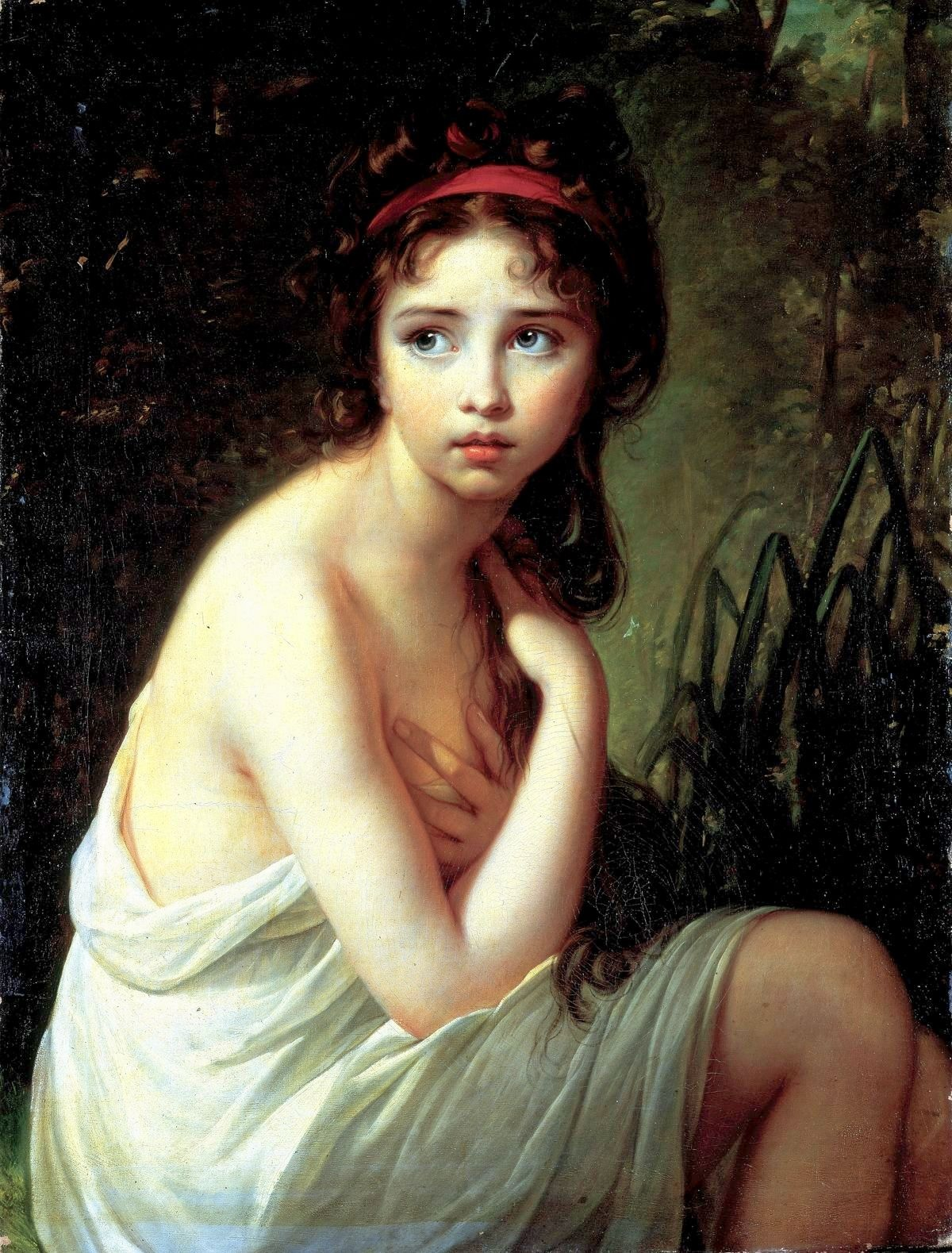
Julie Lebrun als Badende, 1792

Nach der Erstürmung von Versailles im Zuge der Französischen Revolution flüchtete Vigée-Lebrun in der Nacht des 6. Oktober 1789, begleitet von ihrer Tochter und deren Gouvernante, nach Italien. Es war ihre Absicht, nach der Wiederherstellung der öffentlichen Ordnung nach Frankreich zurückzukehren. Unterwegs machte sie Halt in Lyon, Turin, Parma (wo sie am 3. November in die Akademie aufgenommen wurde) und Florenz, bevor sie Ende November in Rom ankam. Dort bewegte sich Vigée-Lebrun weiterhin in aristokratischen Kreisen. Ihre Werke erweckten Bewunderung, so dass sie Anfang April 1790 in die Accademia di San Luca aufgenommen wurde. Im folgenden Jahr unternahm sie insgesamt drei Reisen nach Neapel, wo sie bei den Diplomaten William Hamilton zu Gast war.
Am 14. April 1792 verließ sie Rom in Richtung Paris, wobei sie in Spoleto, Foligno, Florenz, Siena, Parma, Mantua, Venedig, Verona und Turin Station machte. Sie stellte fest, dass ihr Name auf die Liste der Emigranten gesetzt worden war und sie somit alle französischen Bürgerrechte verloren hatte. Ihr gesamter Besitz war zur Beschlagnahme vorgesehen. Das Gesuch ihres Mannes, sie von der Liste zu streichen, blieb erfolglos. Da sie erkannte, dass die Situation für sie als Royalistin zu unsicher war, beschloss sie, in Italien zu bleiben. In Mailand riet ihr der österreichische Botschafter, sich in Wien als Porträtistin niederzulassen. Dort mietete sie sich ein Haus am Stadtrand.
Währenddessen veröffentlichte Lebrun zur Verteidigung seiner Frau die Streitschrift Précis historique de la vie de la Citoyenne Le Brun. Er wurde jedoch ignoriert und im November kurze Zeit inhaftiert. Einen Monat später wurde auch Élisabeths Bruder Etienne festgenommen; er blieb über ein halbes Jahr lang in Haft. Jean-Baptiste-Pierre Lebrun reichte schließlich die Scheidung ein, um seinen Besitz zu schützen.
Am 19. April 1795 reiste Élisabeth Vigée nach Sankt Petersburg, wo sie Ende Juni ankam und eine Wohnung in der Nähe des Winterpalasts mietete. Auch dort erwies sich ihre Erfahrung mit aristokratischen Auftraggebern als nützlich. Sie wurde von der Zarenfamilie gefördert, so dass sie während ihres sechsjährigen Aufenthalts ein beträchtliches Vermögen ansammeln konnte. Sie malte zahlreiche Porträts der Familienmitglieder Katharinas II. und wurde in die Akademie der Bildenden Künste aufgenommen.
Während einer Sitzung des französischen Direktoriums am 26. Juli 1799 wurde eine von 255 Künstlern, Schriftstellern und Wissenschaftlern unterzeichnete Petition zugunsten von Élisabeth Vigée vorgelegt. Im folgenden Jahr starb ihre Mutter Jeanne Maissin (1728–1800). Knapp einen Monat später, am 5. Juni 1800, wurde Vigées Name endgültig von der Liste der Emigranten gestrichen. Damit stand ihr der Weg für eine Rückkehr nach Frankreich wieder offen. Im selben Jahr heiratete Julie Lebrun, gegen den Willen ihrer Mutter Élisabeth, den Direktor des Kaiserlichen Bolschoi-Theaters in St. Petersburg Gaëtan Bertrand Nigris (* um 1770), von dem sie 1804 geschieden wurde. Nach einem kurzen Aufenthalt in Moskau fuhr Vigée nach Paris zurück. Auf dem Rückweg hielt sie sich sechs Monate lang in Berlin auf, wo sie mit der Hohenzollern-Familie in Kontakt kam.

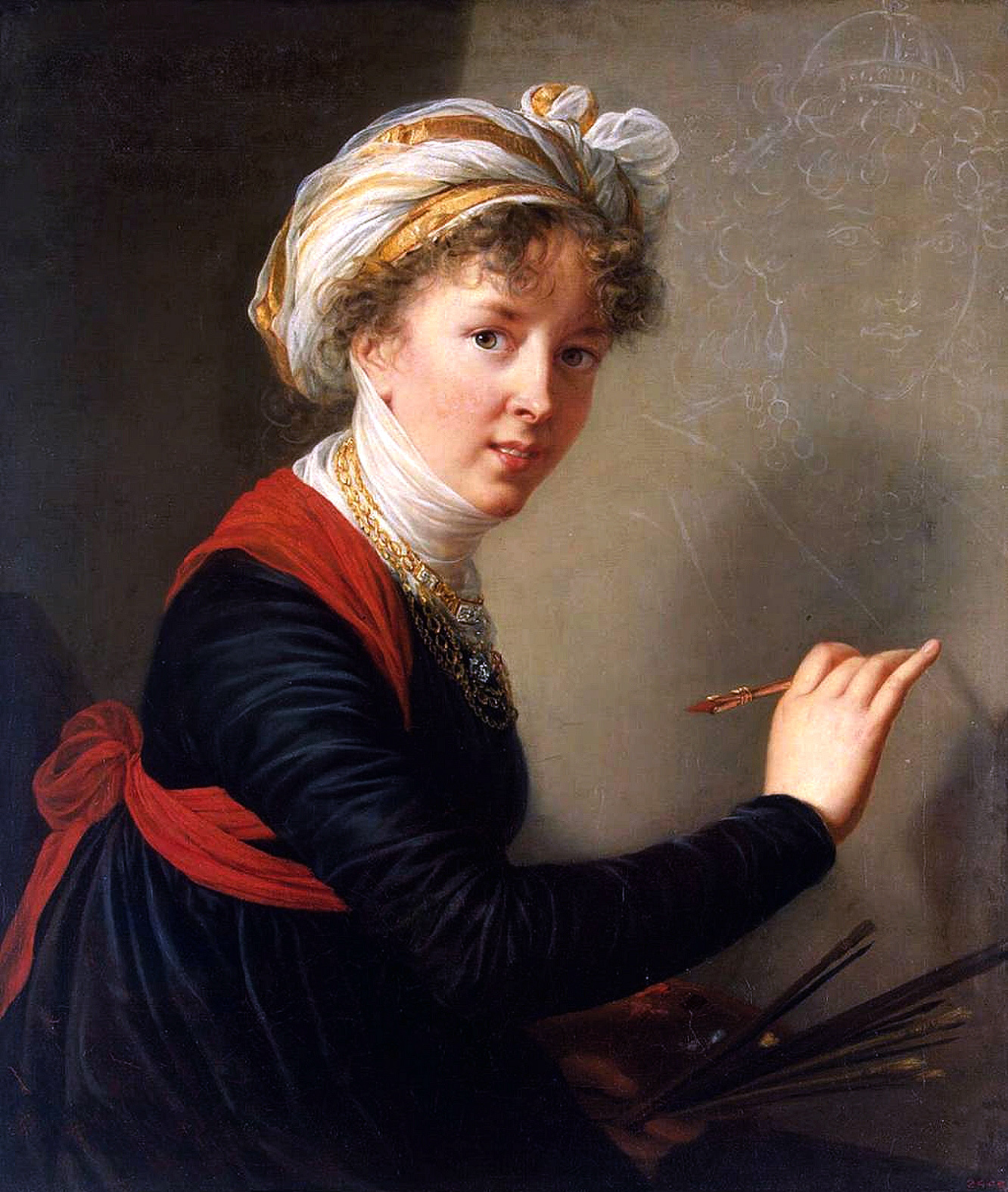
Selbstbildnis, 1800

### Nach der Rückkehr

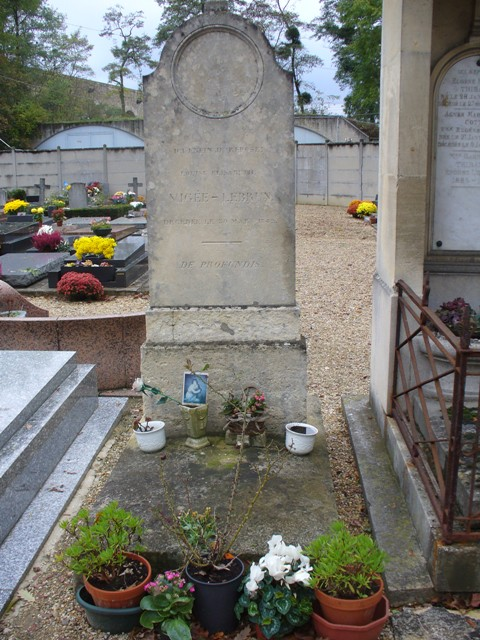
Madame Vigée-Lebruns Grab (Louveciennes).

Nach insgesamt 12 Jahren Exil kam Élisabeth Vigée am 18. Januar 1802 in Paris an und zog wieder in das Hôtel Lebrun. Später mietete sie ein Landhaus in Meudon, wo sie einige in Russland und Deutschland begonnene Bilder vollendete. Da sie nun in ganz Europa als Porträtmalerin bekannt und beliebt war, besuchte sie nach dem Frieden von Amiens (März 1802) London und fertigte Porträts zahlreicher britischer Persönlichkeiten wie Lord Byron an. Im Juli 1805 kehrte Vigée über Holland und Belgien nach Paris zurück.
Im Jahr 1807 erhielt sie den ersten und einzigen Auftrag des kaiserlichen Hofes für ein Porträt von Napoleon Bonapartes Schwester Caroline. Ein Jahr später reiste sie zweimal in die Schweiz, wo sie zum Ehrenmitglied der Société pour l'Avancement des Beaux-Arts ernannt wurde. Im Dezember 1809 kaufte sie ein großes Landhaus in Louveciennes und wohnte abwechselnd dort und in Paris, bis ihr Landhaus 1814 durch die preußische Armee während der Befreiungskriege besetzt wurde. Am 7. August 1813 starb ihr Mann. Am 8. Dezember 1819 verstarb ihre Tochter Julie Nigris und ein Jahr später ihr Bruder Etienne Vigée (1758–1820). Etiennes Tochter Caroline wurde somit zur alleinigen Erbin von Vigée. Am 30. Juni 1827 wurde Élisabeth Vigée zum Mitglied der Académie de Vaucluse ernannt.
1835 veröffentlichte sie mit Hilfe ihrer Nichten Caroline Rivière und Eugénie Le Franc den ersten Band ihrer Memoiren, die einen interessanten Einblick in die Ausbildung von Künstlern gegen Ende des Monopols der königlichen Akademien liefern. 1837 folgten der zweite und der dritte Band ihrer Souvenirs. 1841 erlitt Élisabeth Vigée einen Schlaganfall, der eine dauerhafte Lähmung nach sich zog. Sie starb vermutlich an den Folgen einer Arteriosklerose am 30. März 1842 in ihrer Wohnung im Hôtel Le Coq, Rue Saint-Lazare in Paris im Alter von 86 Jahren. Sie ist auf dem Friedhof von Louveciennes in der Nähe ihres alten Hauses begraben.

## Werk
Von Élisabeth Vigée-Lebrun sind etwa 660 Porträts und 200 Landschaftsbilder erhalten, die dem Klassizismus zuzuordnen sind. Neben Privatsammlungen beherbergen mehrere größere europäische und US-amerikanische Museen (in Deutschland unter anderem Schloss Charlottenburg) ihre Werke.

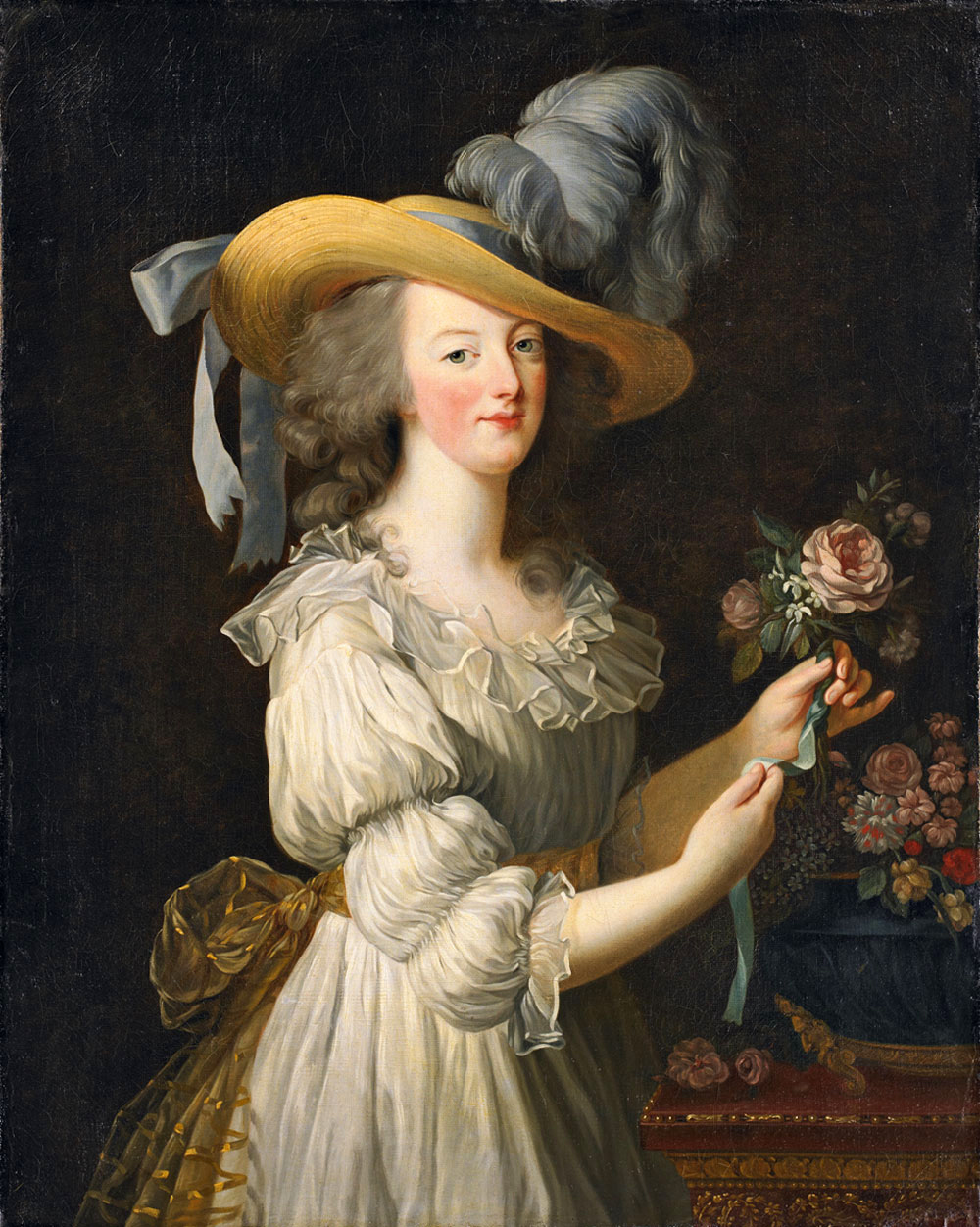
Marie-Antoinette en Chemise, 1783
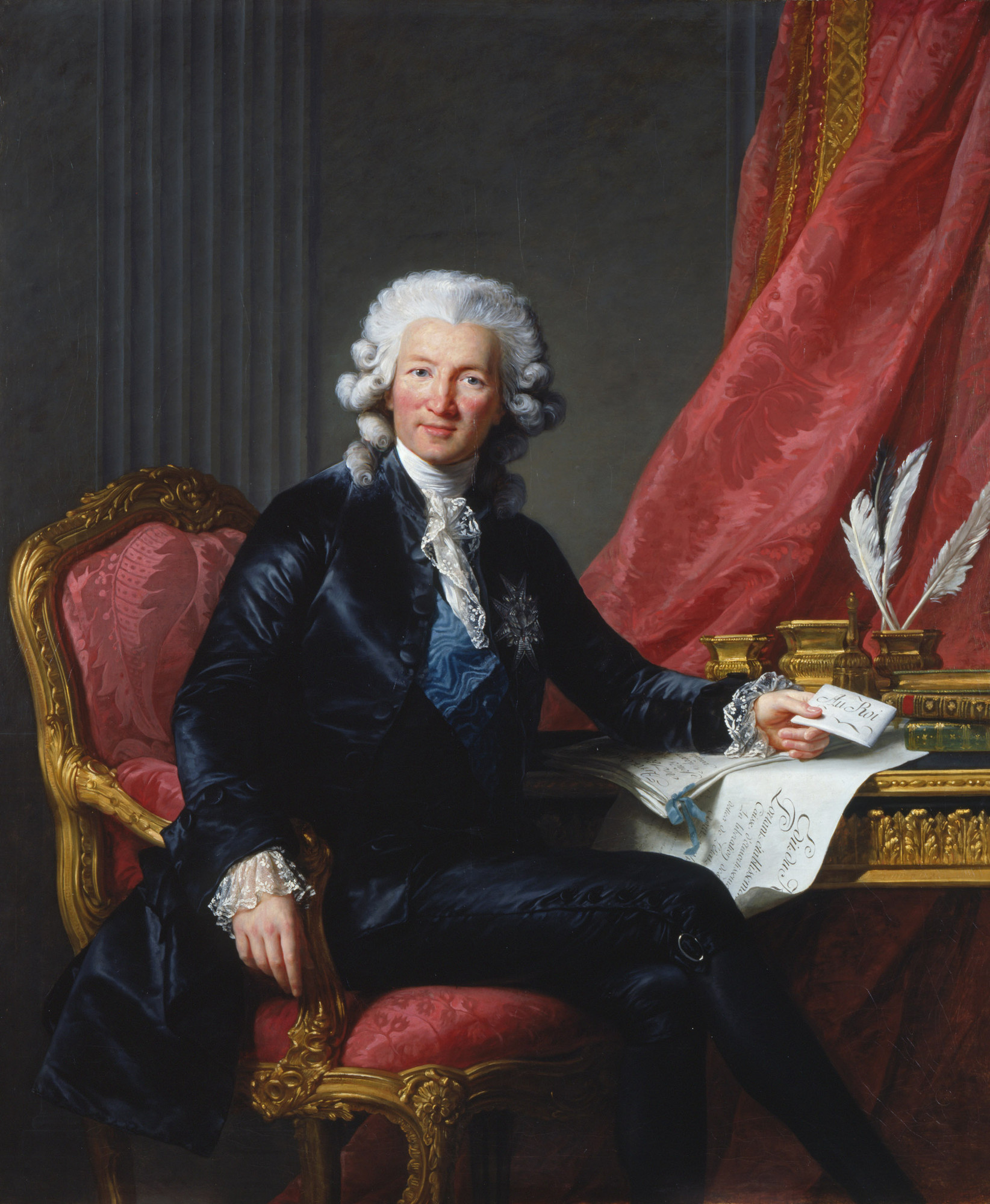
Charles Alexandre de Calonne, 1784
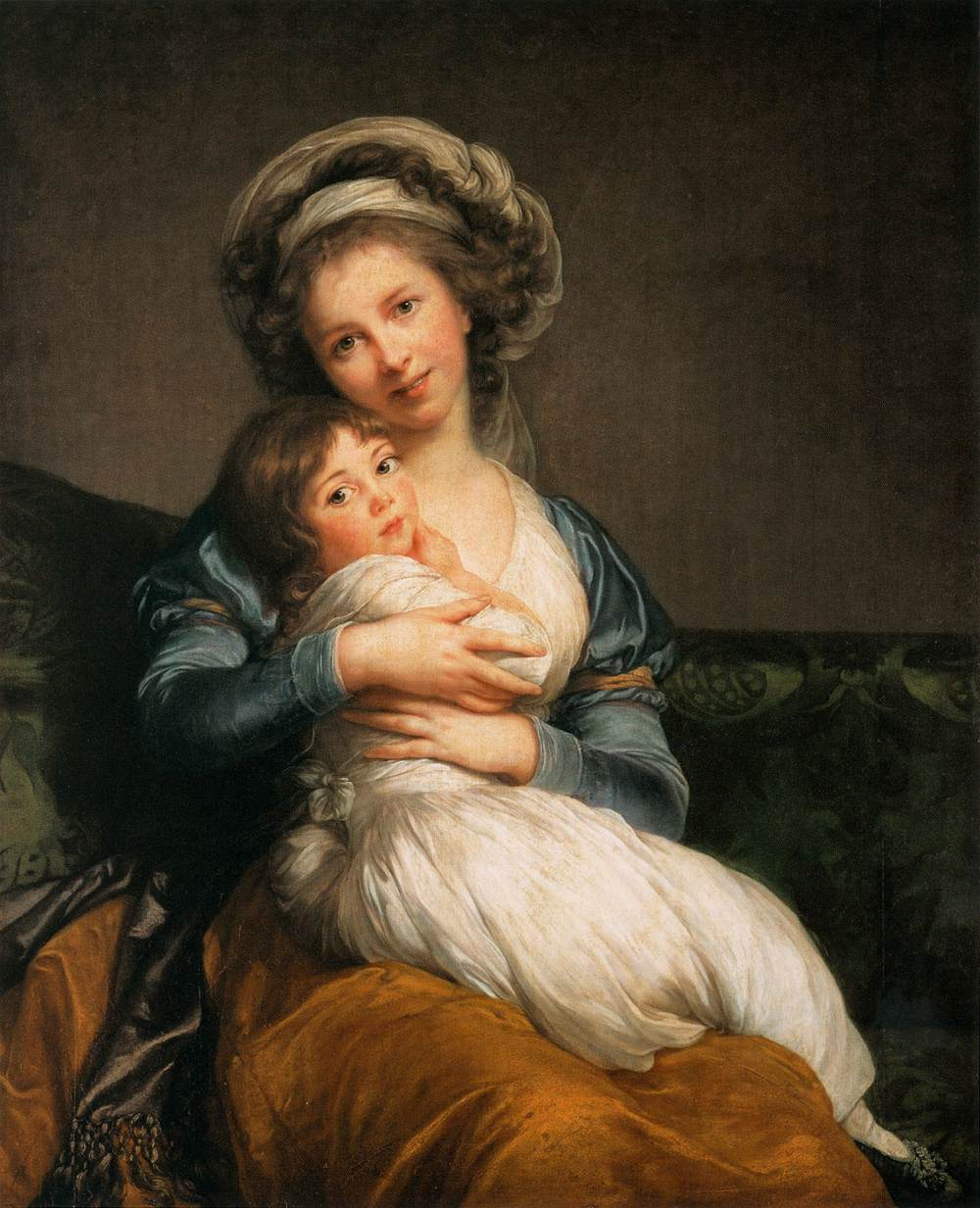
Selbstbildnis mit Tochter Julie, 1786
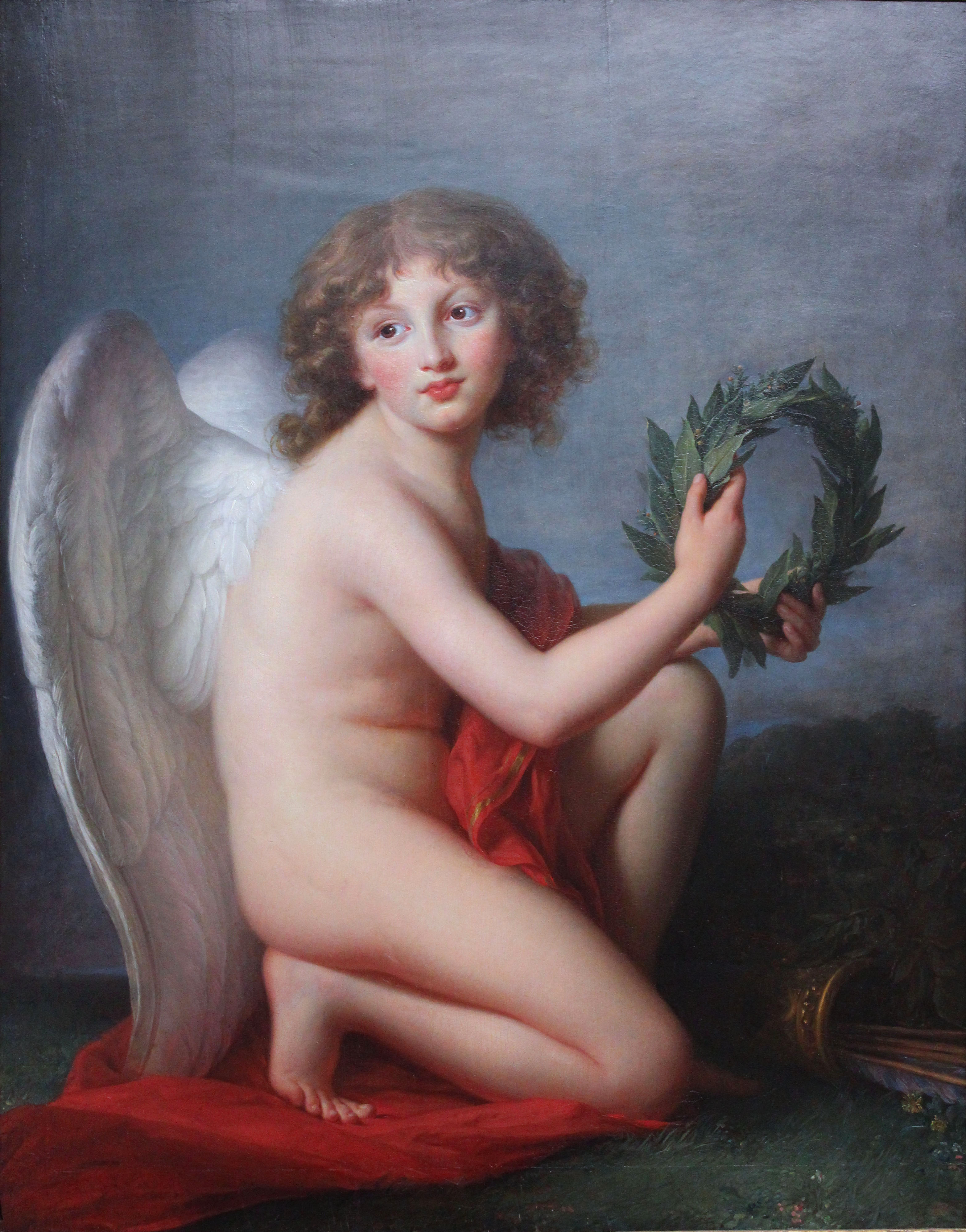
Prinz Henryk Lubomirski als Genius des Ruhms, 1789
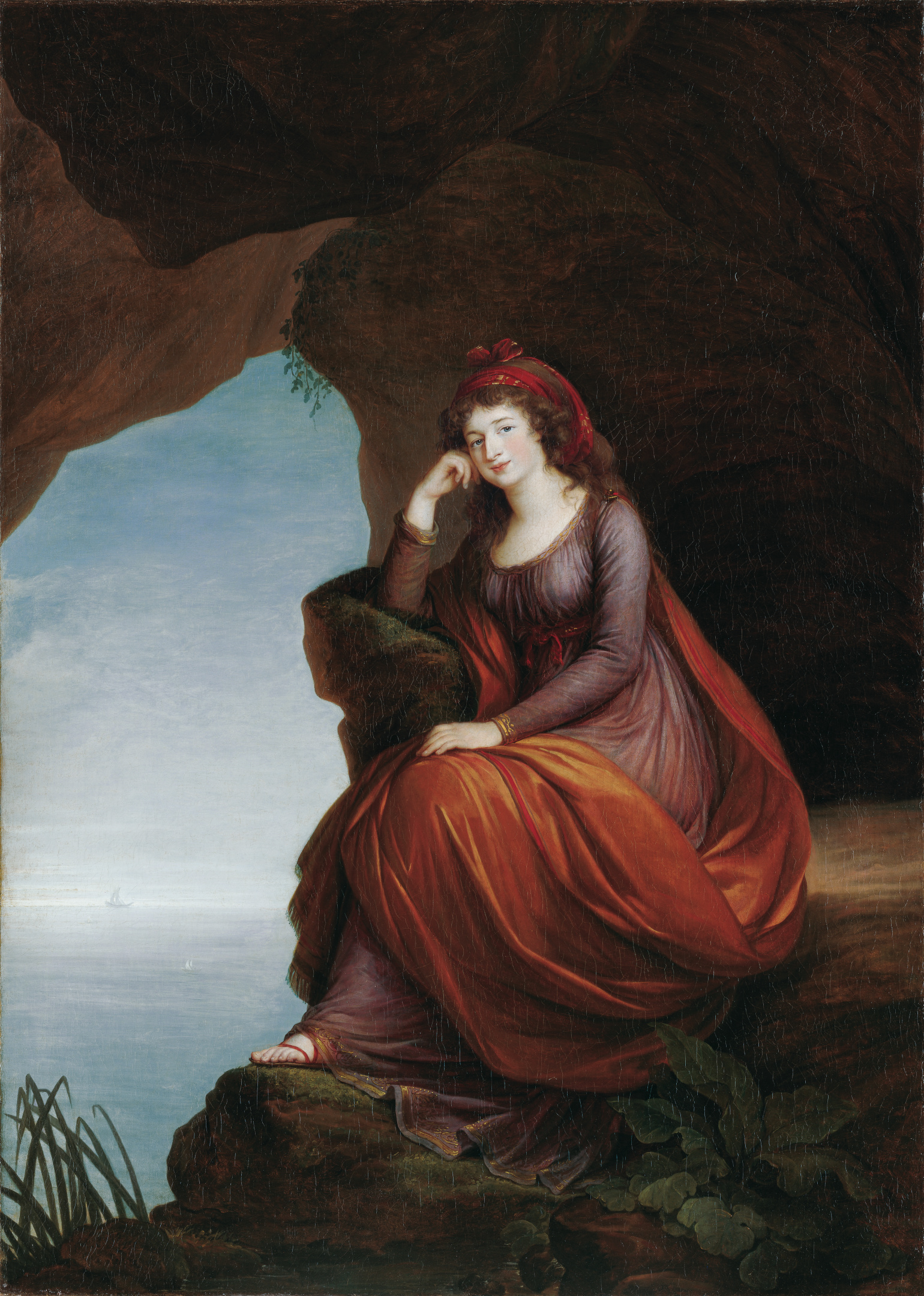
Maria Josefa Hermenegilde von Esterházy, 1793
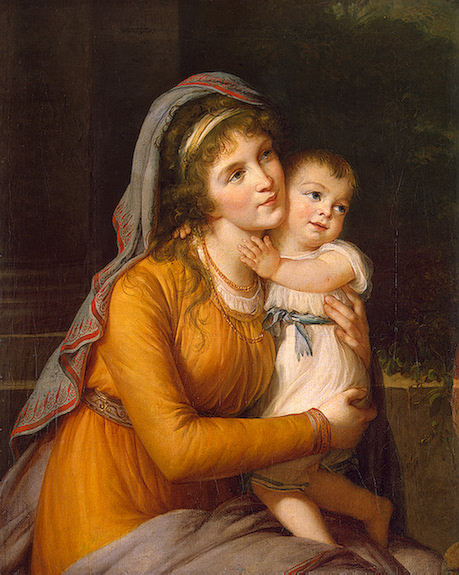
Porträt Anna Stroganowa, 1795
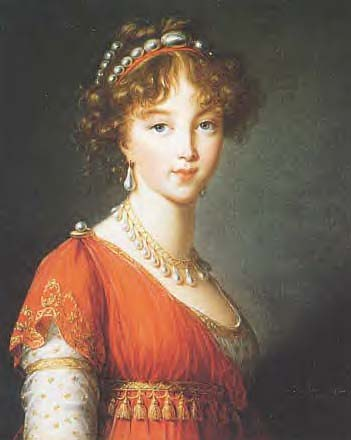
Zarin Elisabeth Alexejewna
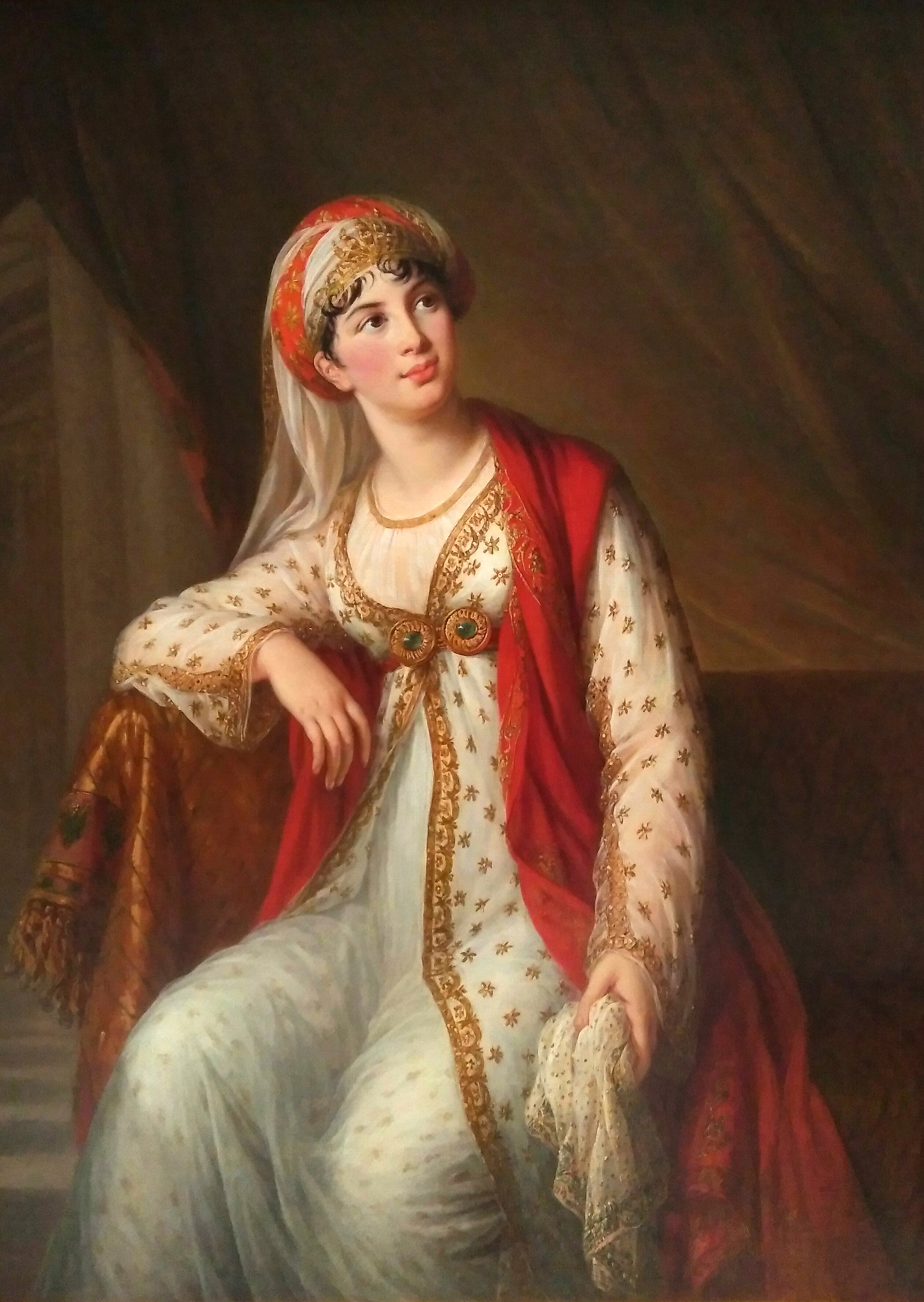
Porträt der Opernsängerin Giuseppina Grassini, 1805
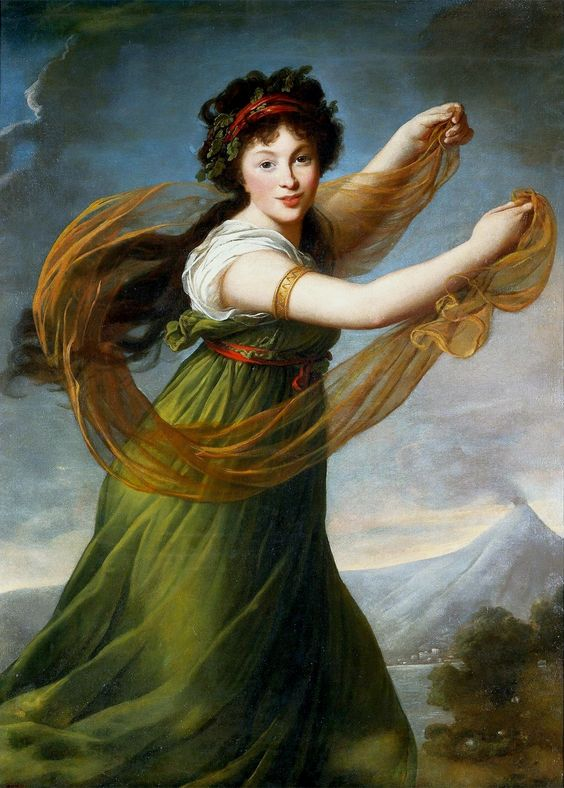
Pelagia Sapieha née Potocka, 1794, Warschauer Königsschloss
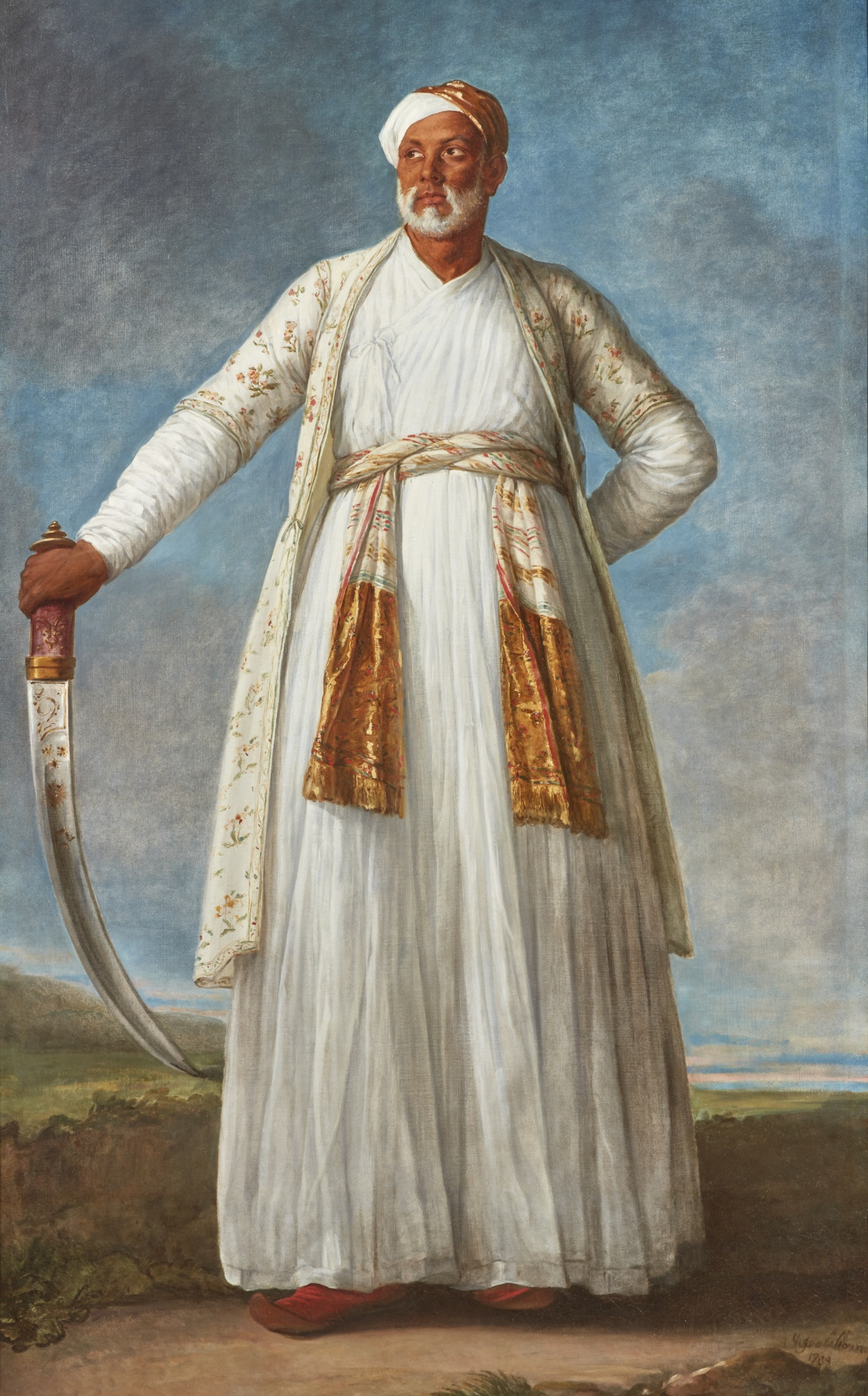
Mohammed Dervish Khan, der Gesandte Tipu Sultans von Mysore am französischen Hof, 1788, ausgestellt im Pariser Salon 1789

Selbstporträts
Insgesamt 37 Selbstporträts fertigte Vigée-Lebrun an. Zwanzig davon sind Kopien aus ihrer eigenen Hand.
Das wohl bekannteste ist das Selbstporträt mit dem Strohhut von 1782. Ihre Vorlage für das Selbstbildnis war ein Porträt von Peter Paul Rubens, das vermutlich seine Schwägerin zeigt. 1790 bekam sie den Auftrag, ein Selbstporträt für das Museo degli Uffizi in Florenz anzufertigen. Mit Malutensilien und einer Leinwand präsentiert sie sich hier als Malerin, wie sie es auch auf einem weiteren Selbstporträt von 1800 handhabt. Die liebende Mutter in einer Mutter-Kind-Beziehung, ganz nach dem Ideal Rousseaus, wird in den Selbstporträts von 1786 und 1789 mit ihrer Tochter Julie präsentiert.

### Sekundärliteratur
— chronologisch —
- Joseph Baillio: Élisabeth Louise Vigée Le Brun, 1755–1842. University of Washington Press 1983, ISBN 0-295-96012-4.
- Lida von Mengden (Hrsg.): Der Schönheit Malerin … Erinnerungen der Elisabeth Vigée-Le Brun (= Sammlung Luchterhand. 553). Luchterhand, Darmstadt u. a. 1985, ISBN 3-472-61553-2.
- Inès de Kertanguy: Madame Vigée-LeBrun. Perrin, Paris 1994, ISBN 2-262-00006-9.
- Mary D. Sheriff: The Exceptional Woman. Elisabeth Vigée-Lebrun and the Cultural Politics of art. University of Chicago Press, Chicago IL u. a. 1996, ISBN 0-226-75275-5.
- Angelica Goodden: The Sweetness of Life. A Biography of Elizabeth Louise Vigée Le Brun. Andre Deutsch, London 1997, ISBN 0-233-99021-6.
- Stephanie Hauschild: Schatten – Farbe – Licht. Die Porträts von Elisabeth Vigée Le Brun. Dissertation Freiburg 1998, als CD-ROM: Darmstadt 2001 (Zugänglich als online-Text auf dem Freiburger Dokumentenserver).
- Gerrit Walczak: Elisabeth Vigée-Lebrun. Eine Künstlerin in der Emigration 1789–1802 (= Passerelles. 5). Deutscher Kunstbuchverlag, Berlin u. a. 2004, ISBN 3-422-06457-5.[5]
- Gita May: Elisabeth Vigée Le Brun. The odyssey of an artist in an age of revolution. Yale University Press, New Haven CT u. a. 2005, ISBN 0-300-10872-9.
- Catherine R. Montfort: Self-Portraits, Portraits of Self. Adelaïde Labille-Guiard and Elisabeth Vigée Lebrun, Woman Artists of the Eighteenth Century. In: Pacific Coast Philology. Bd. 40, Nr. 1, 2005, ISSN 0078-7469, S. 1–18, JSTOR:25474166.
- Ulrike Müller Hofstede: Elisabeth Vigée-Le Brun. Selbstbildnis mit Strohhut, 1782. In: Valeska von Rosen, Ulrich Pfisterer (Hrsg.): Der Künstler als Kunstwerk. Selbstporträts vom Mittelalter bis zur Gegenwart. Stuttgart 2015.

### Belletristische Darstellungen
- Hermann Clemens Kosel: Elisabeth Vigée-Lebrun. Künstlerroman aus den Schicksalstagen Marie Antoinettes. Bong, Berlin 1925.
- Renate Feyl: Lichter setzen über grellem Grund. Roman. Kiepenheuer & Witsch, Köln 2011, ISBN 978-3-462-04335-8.
- Renate von Rosenberg: Die Emigrantin. Europas erste Malerin. Das Leben der Elisabeth Vigée Le Brun. Scholz Film Fernseh ABC Fachverlag, Hamburg 2011, ISBN 978-3-941653-12-2.

### Sonstiges
- Alexander Puschkin beschrieb Bilder im dritten Kapitel seiner Erzählung Pique Dame.

## Film
- Aufstieg und Fall der Elisabeth Vigée Le Brun. (OT: Le fabuleux destin d’Elisabeth Vigée Le Brun, peintre de Marie-Antoinette.) Doku-Drama, Frankreich, 2014, 94:15 Min., Buch: Jean-Frédéric Thibault und Arnaud Xainte, Regie: Arnaud Xainte, Produktion: Illégitime Défense, RMN-Grand-Palais, Méroé Films, arte France, Musée des beaux-arts du Canada, Erstsendung: 3. Oktober 2015 bei arte, Inhaltsangabe von arte. Doku-Drama mit Interviews von Kunsthistorikern anlässlich ihrer Werk-Retrospektive im Pariser Grand Palais vom 23. September 2015 bis 11. Januar 2016.